# Маріка-білозір
Ма́ріка-білозір (Cinnyris superbus) — вид горобцеподібних птахів родини нектаркових (Nectariniidae). Мешкає в Західній і Центральній Африці.

## Підвиди
Виділяють чотири підвиди:

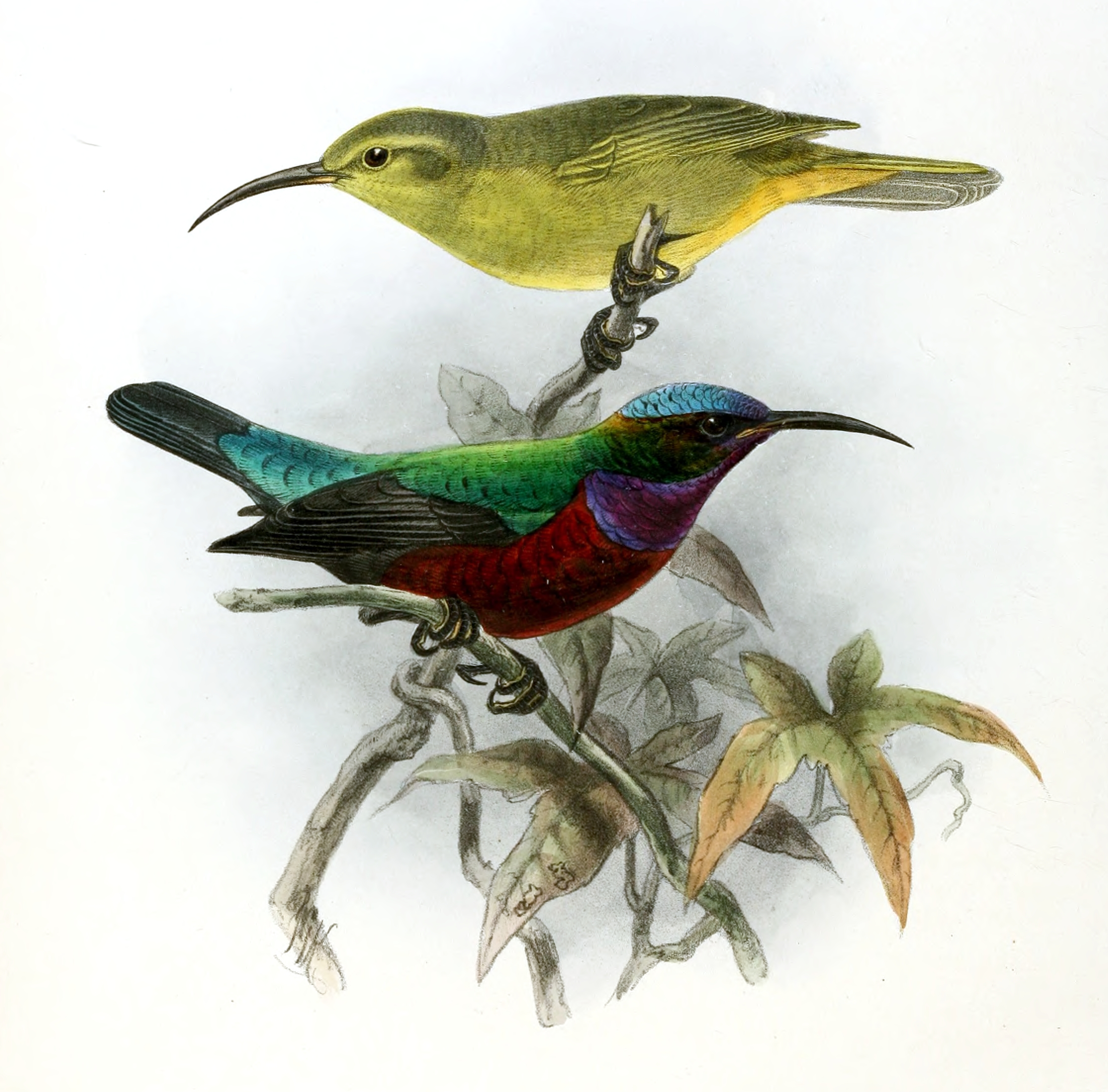
Маріки-білозори

- C. s. ashantiensis Bannerman, 1922 — Від Сьєрра-Леоне до Того і Беніну;
- C. s. nigeriae (Rand & Traylor, 1959) — південно-східний Бенін і південна Нігерія;
- C. s. superbus (Shaw, 1812) — від південного Камеруну до Демократичної Республіки Конго і західної Анголи;
- C. s. buvuma Van Someren, 1932 — північний схід ДР Конго, Уганда, західна Кенія і північно-західна Танзанія.

## Поширення і екологія
Марікі-білозори живуть у вологих рівнинних тропічних лісах і чагарникових заростях, в мангрових лісах, прибережних заростях, в садах і на плантаціях.